# الكندري
الكندري هي عائلة كبيرة في الكويت، وعلى الرغم من أنهم ليسوا مثل العائلات أو القبائل التي تنحدر من فرع رئيسي واحد، فإنهم يتكونون من عائلات مترابطة؛ حيث قد يكون لكل عائلة كندري أجداد مختلفون، لكن بما أن جميعهم جاءوا إلى الكويت في أوقات متشابهة، أخذت العائلة الاسم من بعض من أوائل الأفراد الذين جاءوا إلى الكويت وكانوا يعملون كـ "كنادره" بمعنى ناقلي مياه في الكويت، تتكون العائلة بشكل رئيسي من أصول سنية مسلمة ليرستانية.

## التاريخ
تنحدر عائلة الكندري من عدة رؤساء وعائلات (أجداد).

### الهجرة إلى الكويت
وُجدت عائلة الكندري لأول مرة في الكويت، وعادةً ما ينسب أي فرد من الكندري أصله إلى الكويت منذ حوالي القرن العشرين.

### ومن بين الأعضاء البارزين في العائلة الآن
- فهد الكندري إمام المسجد الكبير.
- عبد الكريم الكندري عضو بارز في مجلس الأمة الكويتي، انتخب لأول مرة في عام 2013.
- محمد الكندري عضو مجلس الأمة الكويتي، انتخب محمد الكندري للمرة الأولى في عام 2008.
- عبد الله كمال الكندري وفايز الكندري، كويتيان سافرا إلى أفغانستان لتقديم المساعدات الإنسانية، وهو عمل سياسي وديني شائع في الكويت، وقد شجعته وسائل الإعلام الحكومية كجزء من برنامج الصورة الكويتية. انتهى بهما المطاف في معسكر الاعتقال في غوانتانامو، جزئيًا، بسبب أسمائهما، أو "الألقاب المعروفة"، التي وُجدت في "قائمة تضم 324 اسمًا".
- فايز الكندري كان سجينًا كويتيًا في معسكر الاعتقال في غوانتانامو مع عبد الله كمال الكندري. كان يسافر مع كمال إلى أفغانستان لتقديم المساعدات الإنسانية عندما اندلعت الحرب الأفغانية، واحتُجز في اعتقال خارج نطاق القضاء من عام 2002 حتى عام 2016. في مايو 2015، سافر الشيخ محمد الخالد الحمد الصباح، وزير الداخلية الكويتي ونائب رئيس الوزراء، إلى واشنطن العاصمة لتجديد اهتمام الكويت بالإفراج عنه. بعد إطلاق سراحه، ظهر فايز في التلفزيون في سلسلتين طويلتين من المقابلات لوصف حياته في غوانتانامو وزملائه السجناء وانتهاكات حقوقهم من قبل الولايات المتحدة. تم تسجيل المقابلات التلفزيونية الأولى في برنامج بعنوان "وعد قبل المغادرة" في عام 2020، بينما تم تسجيل الثانية بواسطة قناة القبس في عام 2021 تحت برنامج سياسي معروف في العالم العربي يسمى "الصندوق الأسود". كما نشر كتابًا بعنوان "بلاء شديد وولادة جديدة".
- أُعيد عبد الله كامل الكندري إلى الكويت في 9 سبتمبر 2006.[4] وقد واجه اتهامات في الكويت بعد إعادته إلى وطنه، وتمت تبرئته.
- هنادي الكندري ممثلة ومقدمة برامج كويتية.
- الدكتور علي الكندري أستاذ التاريخ في جامعة الكويت متخصص في الحركات الإسلامية والتحولات الاجتماعية والتاريخ المعاصر للخليج.[5]
- كان بدر عبدالله الكندري نائب رئيس مجلس إدارة شركة وفرة العالمية ومديرًا غير تنفيذي في بنك لندن والشرق الأوسط.[6]
- أنس الكندري، مقاتل توفي أثناء قتاله قوات مشاة البحرية الأمريكية في جزيرة فيلكا؛ قُتل أنس الكندري في أكتوبر 2002، في جزيرة فيلكا، وهي جزيرة قبالة سواحل الكويت.[7][8][9] تعرض جنود مشاة البحرية الأميركية أثناء قيامهم بتمرين تدريبي لإطلاق نار من قبل أنس الكندري وجاسم الهاجري. قُتل العريف أنطونيو جيه سليد وأصيب جندي آخر من مشاة البحرية في الحادث. كما استشهد جاسم الهاجري.